# Eliška Vozábová
Eliška Vozábová (26. června 1874 Milčice – 21. července 1973 Praha), patřila mezi první ženy lékařky, které promovaly na české části Karlo–Ferdinandovy univerzity v Praze. Byla mezi prvními 51 studentkami na soukromém gymnáziu Elišky Krásnohorské Minerva založeném pro podporu vysokoškolského vzdělávání žen. Patřila mezi nejstarší české lékařky, dožila se téměř 100 let.

## Životopis
Eliška Vozábová se narodila ve středočeských Milčicích nedaleko Sadské. Pocházela z místní starousedlé selské rodiny, o které se ve svých pamětech zmiňoval i známý milčický písmák František Jan Vavák. Měla pět dalších sourozenců a zprvu nic nenasvědčovalo tomu, že by se její další osud měl odvíjet mimo rodnou polabskou obec nebo její nejbližší okolí. Do té doby, než ji přesvědčil její strýc Justin Václav Prášek, profesor kolínského gymnázia, který měl podíl také na budoucí kariéře Bedřicha Hrozného, aby nastoupila na Soukromé dívčí gymnázium spolku Minerva v Praze, které otevřela Eliška Krásnohorská. V září roku 1890 začalo vyučování v tzv. přípravce. Vojta Náprstek nadšeně přinesl básnířce Elišce Krásnohorské kytici 51 růží podle počtu zapsaných žákyň. Mezi těmito žákyněmi byla budoucí lékařka Eliška Vozábová, která patřila mezi první maturantky Minervy. Eliška Krásnohorská svým úsilím docílila, že v roce 1897 mohly začít studovat dívky na filosofické fakultě Karlo-Ferdinandovy univerzity v Praze a od roku 1900 také na lékařské fakultě.

### Studium medicíny
Jako vlastní budoucí obor si dle svého vzoru Florence Nightingale, Vozábová zvolila medicínu. Vzhledem k obtížím, které provázely studium žen v Rakousko-Uhersku na sklonku 19. století, se jí a jejím kolegyním podařilo zapsat teprve v roce 1896 jako hospitantkám nejprve na lékařské fakultě německé Karlo-Ferdinandovy univerzity, odkud brzy přešly na univerzitu českou. Absolvovala v létě roku 1904 jako dvanáctá absolventka na české Karlo-Ferdinandově univerzitě. Byla šestá na lékařské fakultě. Ačkoli počet žen zapsaných zde ke studiu stoupal, jednalo se o pozvolný proces.

### Období praxe
Po absolutoriu se Eliška Vozábová věnovala získávání zkušeností. Pracovala postupně na pracovištích zabývajících se chorobami vnitřními. Získávala zkušenosti z oblasti otorhinolaryngologie, duševních chorob, gynekologie i dermatologie. Jako sekundární lékařka absolvovala stáže ve Vídni a v Drážďanech, aby se po návratu do Prahy stala vedoucí sérologické laboratoře, kde se zabývala výzkumem tuberkulózy kůže.

### Kariéra
Od roku 1910 měla soukromou lékařskou praxi. V roce 1914 byla jmenována klinickou asistentkou. Tak se stala první ženou v Rakousko-Uhersku, která byla do této funkce jmenována. V době 1. světové války působila na dermatovenerologické klinice profesora Vítězslava Janovského. Tehdejší student a pozdější významný psychiatr Vladimír Vondráček na ni vzpomínal jako na jemnou ženu, vlídnou k pacientům a laskavou k medikům. Válka představovala v poměru studentů a studentek velký předěl. Na české lékařské fakultě stoupl počet mediček v porovnání s mediky o 30%. Nic se příliš nezměnilo ani po návratu studentů z války a z polních nemocnic zpět do škol. Bylo praxí potvrzeno, že ženy stačí i na povolání lékařské. Tak byly vyvráceny spory v monarchii z konce 19. století o oprávněnosti studia žen na vysokých školách. Lékařky si získaly uznání od kolegů lékařů i důvěru pacientů.
Po vzniku samostatného Československa pracovala Eliška Vozábová na dermatovenerologické klinice do roku 1920. Postupně působila také na poli zdravotnické a lékařské osvěty. Po odchodu z dermatovenerologické kliniky nastoupila na dva roky na interním oddělení všeobecné nemocnice v Praze. Podnikla studijní cesty do Dánska a Německa. Od roku1922 se pak plně soustředila na svou soukromou ordinaci a praxi pro nemocenské pojišťovny. Stala se vyhledávanou pediatričkou a gynekoložkou. Mezi její pacientky patřila také řada významných průkopnic hnutí ženské emancipace, které držely při sobě. Známou osobnosti z Poděbradska byla spisovatelka Marie Calma-Veselá. Od roku 1927 až do svého odchodu do důchodu na jaře 1958 byla Vozábová především pediatričkou.
Apolitičnost Vozábové a pokročilý věk byly nejspíše důvody proč nebyla perzekvována za 2. světové války, ani po roce 1948, ačkoliv její rodinný původ se nekryl s dobovými kádrovými požadavky. V roce 1954 ke svým osmdesátinám byla MUDr. Eliška Vozábová vyznamenána Řádem práce.
Svou odbornou lékařskou činnost ukončila jako praktická, obvodní a dorostová lékařka Okresního ústavu národního zdraví Praha 2 v roce 1958. S péčí i laskavostí prohlížela studenty a dbala, aby se v jejich zdravotním stavu něco závažného nepřehlédlo. I po osmdesátce udržovala písemné kontakty s mladšími kolegyněmi a kolegy, kteří se na ni často obraceli jako na poslední pamětnici prvních emancipačních snah českých mediček. Jasnou mysl a aktivitu si udržela až do nebývale vysokého věku. Zemřela 21. července 1973, necelý rok před svými nedožitými stými narozeninami. Byla pochována na hřbitov ve Skramníkách nedaleko Milčic.

## Osvětová činnost
Věnovala se přednáškové činnosti a psaní populárních prací o ženské problematice od pohlavní dospělosti žen, až po období po klimakteriu. Kladla velký důraz na reformy v oblasti porodnictví. Konkrétně šlo o vzdělání porodních bab, v dobové terminologii tzv. babictví. Zabývala se reformou systému zdravotních pojišťoven a otázkou beztrestnosti potratů. Vedle toho přednášela v ošetřovatelských kursech, nebo v Ústavu pro vzdělávání učitelek odborných škol. Ve dvou meziválečných desetiletích vyvrcholila veřejná činnost E. Vozábové ve zdravotnictví a lékařské osvětě. Publikovala řadu populárních prací týkajících se hygieny, péče o děti, pohlavních chorob, nebo prevence alkoholismu.

### Vydané knihy
- Válka a rodina: zdravotní pokyny v době válečné (1. vydání)
- O vivisekci: Vliv alkoholu na život ženy a dítěte (1. vydání)
- Žena v boji proti alkoholu (1. vydání)